# Канцерогенез
Канцерогенез або онкогенез — складний патофізіологічний процес виникнення і розвитку пухлини. Процес характеризується прогресуванням змін на клітинному, генному та транскрипційному рівні, які зрештою перепрограмовують клітину на неконтрольоване ділення, тим самим утворюючи злоякісну масу.
Поділ клітини є фізіологічним процесом, який відбувається майже у всіх тканинах під жорстким контролем багатьох механізмів. У нормальних умовах підтримується баланс між діленням і запрограмованою загибеллю клітин (апоптозом) так, що цілісність тканин і органів не порушується. Теоретично будь-які зміни в ДНК здатні порушити ці впорядковані процеси, проте лише зміни конкретних генів ведуть до порушення запрограмованого життєвого циклу клітини.